# Каркаралінська міська адміністрація
Каркаралі́нська міська адміністрація (каз. Қарқаралы қаласы әкімдігі, рос. Каркаралинская городская администрация) — адміністративна одиниця у складі Каркаралінського району Карагандинської області Казахстану. Адміністративний центр — місто Каркаралінськ.
Населення — 9252 особи (2021; 9212 у 2009, 8773 у 1999, 11224 у 1989).
Станом на 1989 рік існувала Каркаралінська міська рада (місто Каркаралінськ).